# Хэй, Уильям, 1-й граф Эррол
Уильям Хэй, 1-й граф Эррол (англ. William Hay, 1st Earl of Erroll; 1423 — октябрь 1462) — шотландский дворянин. Он носил титулы 2-го лорда Хэя из Эррола, 1-го графа Эррола и лорда верховного констебля Шотландии.

## Биография
Уильям Хэй родился в Эрролле (теперь пишется Эррол) в Пертшире. Старший сын Гилберта Хэя (? — 1436) и Алисия Хэй, дочери Уильяма Хэя из Йестера. Внук и преемник сэра Уильяма де ла Хэя, 1-го лорда Хэя (? — 1437), и Маргарет Грэм.
Его бабушка по отцовской линии, принцесса Елизавета Стюарт, был младшим ребенком короля Шотландии Роберта II Стюарта и его первой жены Элизабет Мур.
Его прадед по отцовской линии Томас де ла Хэй (ок. 1342—1406), был третьим лордом верховным констеблем Шотландии. Уильям Хэй унаследовал титул 2-го лорда Хэя в 1437 году после смерти своего деда Уильяма де ла Хэя, 1-го лорда Хэя.
В 1454 году он купил земли в Ангусе от Александра Огилви из Ауктерхауса.
17 марта 1452 года король Шотландии Яков II Стюарт сделал его первым графом Эрролом. Некоторые историки относят его смерть к августу 1460 года, но сэр Джеймс Балфур Пол в своём труде « The Scots Peerage» пишет, что Киннулл был жив в Слэйнсе согласно земельной описи за ноябрь 1461 года. Бальфур пишет, что граф Эррол, скорее всего, умер в октябре 1462 года, и был похоронен в церкви аббатства Купар.

## Брак и дети
Уильям Хэй был женат на Беатрикс, дочери Джеймса Дугласа, 7-го графа Дугласа (1371—1443), и Беатрис Синклер. У супругов было три сына и четыре дочери:
- Николас Хэй, 2-й граф Эррол (ок. 1436—1470), старший сын и преемник отца
- Леди Изабель Хэй (1441—1509), муж — Лоуренс Олифант, 1-й лорд Олифант (ок. 1438—1498)
- Леди Элизабет Хэй (род. около. 1442), муж — Джордж Гордон, 2-й граф Хантли (до 1441—1501)
- Леди Беатрикс Хэй (1449—1517), муж — сэр Александр Гордон из Абергелди (? — до 1504)
- Уильям Хэй, 3-й граф Эррол (1449 — 14 января 1507)
- Гилберт Хэй (род. 1450)
- Леди Маргарет Хэй (1453—1500), 1-й муж — Александр Фрейзер из Филорта (? — 1486); 2-й муж — сэр Гилберт Кейт из Инверуги; 3-й муж — Роберт Дуглас из Лохливена.